# Copa Desafío 2007
| 31 de enero de 2006 Copa Desafío 2007 | C.A. Peñarol                                  | 89–78                                         | Boca Juniors                                       |                                                                              |  |
| 21:00                                 | Parciales: (19-24), (27-14), (19-16), (24-24) | Parciales: (19-24), (27-14), (19-16), (24-24) | Parciales: (19-24), (27-14), (19-16), (24-24)      |                                                                              |  |
|                                       | Estadísticas Sebastián Rodríguez 24           | Pts                                           | Estadísticas Leonardo Gutiérrez 20 Martín Leiva 11 | Pabellón: Estadio Polideportivo Islas Malvinas Asistencia: 4000 espectadores |  |

La Copa Desafío 2007 fue la primera edición del campeonato de baloncesto Copa Desafío, que se disputa en Argentina en el marco de la Liga Nacional. La Copa Desafío consiste en un único partido entre los ganadores de la Copa Argentina y el Torneo Súper 8 de la temporada.
En esta primera edición, Peñarol de Mar del Plata (campeón Súper 8 edición 2006) se coronó campeón al vencer a Boca Juniors (campeón Copa Argentina edición 2006) por 89 a 78. El partido se disputó en el estadio Polideportivo Islas Malvinas y contó con la presencia de 4000 espectadores.